# Arthur Krams
Arthur Krams (Nova Iorque, 15 de julho de 1912 — Los Angeles, 29 de setembro de 1985) foi um diretor de arte estadunidense. Venceu o Oscar de melhor direção de arte na edição de 1956 por The Rose Tattoo, ao lado de Hal Pereira, Samuel M. Comer e Tambi Larsen.